# Геолошка доба
Постоје четири геолошка доба на која је подељена историја Земље. Докази према радиометријском датирању указују да је Земља стара око 4,54 милијарде година. То су почев од најстарије ка најмлађој (у геологији се све посматра хронолошким редоследом): прекамбријум (време пре камбријумске експлозије), палеозоик (Старо доба), мезозоик (Средње доба) и кенозоик (Ново доба). Палеозоик, мезозоик и кенозоик припадају фанерозоику или фанерозојском еону, док прекамбријум обухвата све што је претходило фанерозоику.
Често се у геологији прекамбријум одваја као рана фаза у настајању Земље од остале три ере, а то је и зато што је отежано прикупљање тачних података о овом добу, односно није утврђено постојање живог света на Земљи. У осталим геолошким добима, дакле у фанерозоику, утврђено је постојање и развој живог света. Поред ових доба посебно се издваја архаик као доба које је претходило прекамбријуму или се, што је логичније, сврстава у рану фазу прекамбријума (пре протерозоика), док се у страној литератури хадајк наводи као најстарије доба, доба које је претходило архаику. Карактеристично за хадајк је да нису пронађене стене одговарајуће старости, односно, нема материјалних доказа о постојању овог доба. Време настанка Земље је утврђено на прорачунима везаним за изотопе уранијума и торијума, па је и почетак прекамбријума везан за настанак Земље.
Раздобље у коме се развијао живи свет, фанерозоик, диференциран је на три ере палеозоик (Старо доба), мезозоик (Средње доба) и кенозоик (Ново доба), а међе између њих представљају крупне промене у живом свету које су се десиле у геолошкој историји (нагли процват живота, масовна изумирања).

## Геолошка временска скала
На претходном графику приказана је геолошка скала:
- први ред представља скалу од настанка Земље до данас
- други ред представља поделу у фанерозоику
- трећи ред представља поделу унутар кенозоика.

Као што се може видети на скали, тренутно време, време у коме живимо означава се као нулто. Израчунавања се спроводе од овог тренутка па уназад те се каже да је Земља настала пре око 4,6 милијарди година, а да је на пример фанерозоик почео пре око 542 милиона година и траје до данас (што је на скали означено нулом).
Приказана доња граница архаика није чврсто утемељена већ је дата оријентационо, а приказан је и хадајк чије постојање за сада само представља научну хипотезу.
У геологији а за потребе израде геолошких карата усвојене су палете боја које се користе за означавање старости одређених јединица. Како се истраживања као и развој методологија развијао сепаратно по различитим земљама тако не постоји усклађеност по питању употребљене палете боја, али постоје тежње усаглашавања на интернационалном нивоу ради лакше комуникације научника.

## Елементи геолошке поделе
Подела Земљине историје на еоне, ере, периоде, итд. није иста свуда у свету. Исто тако постоје разлике и у тумачењима, односно, одређивању апсолутне старости Земље. Ипак, генерално гледано, еони су најкрупније јединице поделе (осим супереона који се у страној литератури користи за прекамбријум због дужине трајања), потом у оквиру еона се издвајају ере, у оквиру једне ере издвајају се периоде а у оквиру једне периоде епохе.
Следећа подела фанерозоика је усвојена и практикује се у Србији.
| Еон                    | Ере         | Периоде     | Епохе                  | Старост |
| ---------------------- | ----------- | ----------- | ---------------------- | ------- |
| фанерозоик             |             |             |                        |         |
| кенозоик (Ново доба)   | квартар Q   | холоцен     | 65 Ma до данашњег дана |         |
| кенозоик (Ново доба)   | квартар Q   | плеистоцен  | 65 Ma до данашњег дана |         |
| кенозоик (Ново доба)   | неоген Ng   | плиоцен     | 65 Ma до данашњег дана |         |
| кенозоик (Ново доба)   | неоген Ng   | миоцен      | 65 Ma до данашњег дана |         |
| кенозоик (Ново доба)   | палеоген Pg | олигоцен    | 65 Ma до данашњег дана |         |
| кенозоик (Ново доба)   | палеоген Pg | еоцен       | 65 Ma до данашњег дана |         |
| кенозоик (Ново доба)   | палеоген Pg | палеоцен    | 65 Ma до данашњег дана |         |
| мезозоик (Средње доба) | креда K     | горња креда | 251 Ma – 65 Ma         |         |
| мезозоик (Средње доба) | креда K     | доња креда  | 251 Ma – 65 Ma         |         |
| мезозоик (Средње доба) | јура J      | малм        | 251 Ma – 65 Ma         |         |
| мезозоик (Средње доба) | јура J      | догер       | 251 Ma – 65 Ma         |         |
| мезозоик (Средње доба) | јура J      | лијас       | 251 Ma – 65 Ma         |         |
| мезозоик (Средње доба) | тријас T    | горњи       | 251 Ma – 65 Ma         |         |
| мезозоик (Средње доба) | тријас T    | средњи      | 251 Ma – 65 Ma         |         |
| мезозоик (Средње доба) | тријас T    | доњи        | 251 Ma – 65 Ma         |         |
| палеозоик (Старо доба) | перм        | горњи       | 542 Ma – 251 Ma        |         |
| палеозоик (Старо доба) | перм        | доњи        | 542 Ma – 251 Ma        |         |
| палеозоик (Старо доба) | карбон      | горњи       | 542 Ma – 251 Ma        |         |
| палеозоик (Старо доба) | карбон      | доњи        | 542 Ma – 251 Ma        |         |
| палеозоик (Старо доба) | девон       | горњи       | 542 Ma – 251 Ma        |         |
| палеозоик (Старо доба) | девон       | средњи      | 542 Ma – 251 Ma        |         |
| палеозоик (Старо доба) | девон       | доњи        | 542 Ma – 251 Ma        |         |
| палеозоик (Старо доба) | силур       |             | 542 Ma – 251 Ma        |         |
| палеозоик (Старо доба) | ордовицијум |             | 542 Ma – 251 Ma        |         |
| палеозоик (Старо доба) | камбријум   |             | 542 Ma – 251 Ma        |         |

Квартар се сврстава у фанерозоик и то је периода која још увек траје. Карактеристично за квартар (Q) је да се у свету воде полемике око тога да ли квартар треба издвојити као посебну еру због своје специфичности.

## Терминологија
Највећа дефинисана јединица времена је супереон, и састављена је од еона. Еони су подељени у ере, које су затим подељене у периоде, епохе и доба. Термини еонотем, ератем, систем, серија и фаза користе се за слојеве стена које одговарају тим периодима геолошког пута у историји Земље.
Јединице геохронологије и стратиграфије
| Сегменти стена (слојеви) у хроностратиграфији | Временски распон у геохронологији | Напомене уз геохронолошке јединице                     |
| Еонотем                                       | Еон                               | Укупно 4 и по милијарде година или више                |
| Ератем                                        | Ера                               | Дефинисано 10, неколико стотина милиона година         |
| Систем                                        | Период                            | Дефинисано 22, 10 до ~100 милиона година               |
| Серија                                        | Епоха                             | Дефинисано 34, 10 милиона година                       |
| Фаза                                          | Доба                              | Дефинисано 99, милиони година                          |
| Хоризонт                                      | Хрон                              | Подјединица доба, не употребљава се у временској скали |

Геологија квалификује ове јединице као ране, средње и касне када се односе на време, а ниже, средње и горње - када се односе на одговарајуће стене. На пример, серија доње јуре у хроностратиграфији одговара епохи ране јуре у геохронологији.
Геолошке јединице из истог времена, али различитих делова света често изгледају другачије и садрже различите фосиле, па су у истом периоду историјски подаци различитог имена у различитим земљама. На пример, у Северној Америци доњи камбријум зове се серија Ваукобан која је подељена у зоне, на основу сукцесије трилобита. У Источној Азији и Сибиру, иста јединица је подељена у фазе алексијан, атдабанијан и ботомијан. Кључни аспект рада Међународне комисије за стратиграфију је помирење ових конфликтних терминологија и дефинисање универзалних хоризоната који се могу користити широм света.
Термин антропоцен се користи неформално у популарној култури, а све већи број научника га примењује у опису епохе у којој живимо. Термин су увели Пол Круцен и Јуџин Стоермер 2000. године да опишу тренутно време, у којем људи имају огроман утицај на животну средину. То је еволуирало у описивање епохе, почевши од неког времена у прошлости и у целини да се дефинише антропогена емисија угљеника, као и производња и потрошња пластичних производа који су остали у тлу. Противници овог појма тврде да га не треба користити, јер је врло тешко, ако не и готово немогуће, да се дефинише одређено време када су људи почели да утичу на слојеве стена које дефинишу почетак једне такве епохе. Други мисле да људи нису ни почели да отклањају свој највећи утицај на Земљи и стога антропоцен још није ни почео. У сваком случају, ICS још није службено одобрио термин, до краја 2016.

## Формирање геолошке временске скале
Први озбиљни покушаји да се формулира геолошка скала времена, која би се могла применити било где на Земљи потичу са краја 18. века. Најутицајнији рани покушаји (које је између осталих заговарао и Абрахам Вернер) деле стене Земљине коре у четири врсте: примарне, секундарне, терцијарне и квартарне. Свака врста стена, према теорији, формира се у одређеном периоду у историји Земље. Било је тако могуће говорити о „терцијарном периоду”, као и „терцијарним стенама”. Термин „терцијарне” (спадају у палеоген и неоген) остао је у употреби као име геолошких периода у 20. веку, а „квартар” остаје у формалној употреби као назив текућег периода. Идентификацију слојева према фосилима које садрже, пионирски су започели Вилијам Смит, Жорж Кивје, Жан Далоа и Александар Бронјар, на почетку 19. века, омогућивши геолозима да прецизније поделе историју Земље. То им је омогућио да се повежу слојеве преко националних (или чак и континенталних) граница. Ако два слоја (удаљена у простору или другачија по саставу) садрже исте фосиле, шансе су добре да се формирани током истог временског периода. Детаљне студије слојева и фосила Европе између 1820. и 1850. произвеле су низ геолошких периода који се и данас користе.

### Именовање геолошких периода, ера и епоха
Процес је био обележен доминацијом британских геолога и имена периода. Камбријум (класични назив за Велс), „ордовицијум” и „силур”, названи су по древним велшким племенима, јер су периоди дефинисани помоћу стратиграфске секвенце из Велса. „Девон” је именован по енглеској жупанији Девон, а име „карбона” или креде је једноставно адаптација „мере угља”, појам старих британских геолога за исти скуп слојева. „Перм” је добио име по Перму, Русија, јер га је помоћу слојева у тој регији дефинисао шкотски геолог Родерик Мурчисон. Међутим, неке периоде дефинисали су геолози из других земаља. „Тријас” је 1834. именовао немачки геолог Фридрих фон Алберти из три различита слоја (лат. trias, што значи тријада). Лежишта креде и црних шкриљаца, звана тријас, налазе се по целој Немачкој и северозападној Европи. Јуру је именовао француски геолог Александар Броњар по широком морском кречњаку у планинама Јура. „Креду” (од лат. creta = креда) као посебан период је први пут дефинисао белгијски геолог Жан Омалиус Далуј 1822. године проучавајући слојеве у париском базену, чиме су именована широка лежишта креде (калцијум карбоната депонованог од љуштура морских бескичмењака). Британски геолози су такође одговорни за групирање периода у ере и поделу периода терцијара и квартара у епохе. Џон Филипс je 1841. године објавио прву глобалну геолошку временску скалу на основу врста фосила који су нађени у свакој ери. Филипсова скала помогла је стандардизовање употребе термина као што су палеозоик („стари живот”) који је проширен да покрије већи период него што је био претходни и мезозоик („средњи живот”).

### Датирање временске скале
Када су Вилијам Смит и Сер Чарлс Лајел први признали да су слојеви стена представљени узастопним временским периодима, временска скала се могла проценити само врло непрецизно, јер се различите врсте стопа промена користе у процени, а оне у веома великој мери варирају. Док су креационисти предлагали термин за старост Земље од око шест или седам хиљада година (на основу Библије), рани геолози су предлагали милионе година за геолошке периоде са некима који чак указују на готово бесконачно доба Земље. Геолози и палеонтолози су конструисали геолошку табелу на основу релативне позиције различитих слојева и фосила, процењену на временској скали утемељеној на проучавању стопе промена различитих појава, као што су атмосферилије, ерозија, седиментација и литификација. Откриће радиоактивности 1896. и развој њених геолошких апликација у радиометријском датирању, у првој половини 20. века (пионир је био геолог Артур Холмс) омогућило је прецизније апсолутно датирање стена, а доба различитих слојева стена и старости Земље били су предмет значајне расправе.
Прву геолошку временску скалу која је укључивала апсолутно датирање, објавио је британски геолог Артур Холмс, 1913. године. Он је у великој мери креирао новостворену дисциплину геохронологија и објавио светски познату књигу The Age of the Earth, у којој је процењено да Земљина старост износи најмање 1,6 милијарди година.
Године 1977. Глобална комисија за стратиграфију (сада Међународна комисија за стратиграфију) почела је са покушајима да дефинише глобалне референце познате као ГССП (енгл. Global Boundary Stratotype and Point” - Глобална граница стратотипских секција и тачака) за геолошке периоде и фаунске фазе. Најновији рад Комисије објављен је о геолошкој временској скали 2004. Доступан је УМЛ као временски структуриран оквир, којо се односи на GSSP. Ажуриране верзије ГССП стандарда и међународне хроностратиграфске табеле објављене су на веб страници Комисије.